# Amandine Bourgeois
Amandine Bourgeois (* 12. Juni 1979 in Angoulême) ist eine französische Sängerin. Sie gewann 2007 die sechste Staffel der französischen Castingshow Nouvelle Star und vertrat Frankreich beim Eurovision Song Contest 2013.

## Leben und Karriere
Amandin Bourgeois’ Vater wie auch ihr Stiefvater sind Musiker und beeinflussen ihre musikalische Entwicklung. Im Alter von sieben Jahren lernte sie Musiklehre und im Alter von neun Jahren am Konservatorium von Nizza Querflöte. Im Teenageralter gründete sie ihre erste Rockgruppe und gab mehrere Konzerte in Albi, Gaillac und Toulouse. Danach besuchte sie eine Hotelfachschule und arbeitete in Luxushotels in Großbritannien und auf den Balearischen Inseln. 2001 kehrte sie nach Toulouse zurück und wandte sie sich wieder der Musik zu, wurde Sängerin mehrerer Musikgruppen und bekam Rollen in den beiden Musicals „Le Casting“ (2005) und „The Wall“ (2006).
Im Jahr 2007 wurde sie vom Produktionsteam der Castingshow Nouvelle Star über ihre Webseite auf Myspace kontaktiert, die Kompositionen und Musikinterpretationen enthält. In Toulouse präsentierte sie sich der Jury und wird aufgenommen. Im Frühjahr 2008 gewann sie dann die sechste Staffel der Castingshow Nouvelle Star. Elf Monate später erschien Ende Mai 2009 ihr Debütalbum „20 m²“. Laut Radio Europe 1 spielt der Titel auf das Zimmer an, in das sie sich zum Schreiben der Songs mit ihrem Freund zurückzog. Nach dem Sieg bei Nouvelle Star lehnte sie das Angebot ihrer Plattenfirma Sony ab, ein Album mit Coverversionen aufzunehmen, weil dies „nicht ihrem Naturell entspreche“. Die Songs des produzierten Albums wurden großteils von Amandine Bourgeois selbst und ihrem Freund Guillaume Soulan geschrieben, einzelne Nummern stammen von Ariane Moffatt und Jeanne Cherhal.
Am 22. Januar 2013 wurde bekannt, dass Bourgeois Frankreich mit dem Lied L'enfer et moi (dt. Die Hölle und ich) beim Eurovision Song Contest in Malmö vertreten wird. Ihr Titel wurde dabei von einer zwölfköpfigen Jury ausgewählt. Bourgeois erreichte das Finale und belegte schließlich unter 26 Finalisten den 23. Platz.

## Bei Nouvelle Star interpretierte Lieder

### Soloperformances
| Datum der Ausstrahlung                 | Titel                                                       | Originalinterpret  | Jury           |
| -------------------------------------- | ----------------------------------------------------------- | ------------------ | -------------- |
| 5. März 2008 (Casting Toulouse)        | Andy                                                        | Les Rita Mitsouko  | 4 « ja »       |
| 5. März 2008 (Casting Toulouse)        | Knockin’ on Heaven’s Door (à la guitare)                    | Bob Dylan          |                |
| 13. März 2008 (Theater)                | What’s Up?                                                  | 4 Non Blondes      |                |
| 26. März 2008 (Theater)                | Butterfly                                                   | Superbus           |                |
| 2. April 2008 (Erste Liveausstrahlung) | Nothing Compares 2 U                                        | Sinéad O’Connor    | 4 Zustimmungen |
| 9. April 2008                          | With a little help from my friends (Version von Joe Cocker) | Beatles            | 4 Zustimmungen |
| 16. April 2008                         | Ne me quitte pas                                            | Jacques Brel       | 4 Zustimmungen |
| 23. April 2008                         | Rehab                                                       | Amy Winehouse      | 4 Zustimmungen |
| 30. April 2008                         | Against all odds                                            | Phil Collins       | 4 Zustimmungen |
| 7. Mai 2008                            | Bad Girls                                                   | Donna Summer       | 4 Zustimmungen |
| 7. Mai 2008                            | Lola                                                        | Superbus           | 2 Zustimmungen |
| 15. Mai 2008                           | When a Man Loves a Woman                                    | Percy Sledge       | 4 Zustimmungen |
| 15. Mai 2008                           | Déjà vu                                                     | Beyoncé            | 2 Zustimmungen |
| 21. Mai 2008                           | Allumer le feu                                              | Johnny Hallyday    | 2 Zustimmungen |
| 21. Mai 2008                           | Beautiful                                                   | Christina Aguilera | 2 Zustimmungen |
| 28. Mai 2008                           | Bring Me to Life                                            | Evanescence        | 4 Zustimmungen |
| 28. Mai 2008                           | Many Rivers to Cross                                        | Jimmy Cliff        | 4 Zustimmungen |
| 4. Juni 2008 (Halbfinale)              | River Deep – Mountain High                                  | Tina Turner        | 4 Zustimmungen |
| 4. Juni 2008 (Halbfinale)              | Rodéo                                                       | Zazie              | 3 Zustimmungen |
| 4. Juni 2008 (Halbfinale)              | I’m Kissing You                                             | Des’ree            | 4 Zustimmungen |
| 11. Juni 2008 (Finale)                 | Hey You                                                     | Pink Floyd         | 4 Zustimmungen |
| 11. Juni 2008 (Finale)                 | En apesanteur                                               | Calogero           | 2 Zustimmungen |
| 11. Juni 2008 (Finale)                 | Somebody to Love                                            | Queen              | 4 Zustimmungen |

### Duos/Trios
| Datum der Ausstrahlung                | Titel                  | Partner                              | Originalinterpreten              |
| ------------------------------------- | ---------------------- | ------------------------------------ | -------------------------------- |
| 19. März 2008 (Theater)               | Tandem                 | mit Yolaine und Cindy                | Vanessa Paradis                  |
| 2 avril 2008 (Erste Liveausstrahlung) | Imagine                | mit Thomas, Clément, Sian und Axelle | John Lennon                      |
| 9. April 2008                         | Où sont les femmes     | mit Lucile                           | Patrick Juvet                    |
| 16. April 2008                        | Diamonds are Forever   | mit Sian                             | Shirley Bassey                   |
| 23. April 2008                        | What a Wonderful World | mit Benjamin und Thomas              | Louis Armstrong                  |
| 30. April 2008                        | C’est comme ça         | mit Benjamin                         | Les Rita Mitsouko                |
| 15. Mai 2008                          | Andy                   | mit Jules                            | Les Rita Mitsouko                |
| 21. Mai 2008                          | Je suis malade         | mit Ycare                            | Serge Lama                       |
| 28. Mai 2008                          | Le soleil de ma vie    | mit Cédric                           | Sacha Distel und Brigitte Bardot |
| 28. Mai 2008                          | Je suis un homme       | mit Ycare                            | Zazie                            |
| 4. Juni 2008 (Halbfinale)             | Comment te dire adieu  | mit Cédric                           | Françoise Hardy                  |
| 4. Juni 2008 (Halbfinale)             | Voilà c’est fini       | mit Benjamin                         | Jean-Louis Aubert                |
| 4. Juni 2008 (Halbfinale)             | Gimme some lovin       | mit Benjamin und Cédric              | The Blues Brothers               |
| 11. Juni 2008 (Finale)                | Paroles, paroles       | mit Benjamin                         | Dalida und Alain Delon           |
| 11. Juni 2008 (Finale)                | Respect                | mit Benjamin                         | Aretha Franklin                  |
| 11. Juni 2008 (Finale)                | C’est vraiment toi     | mit Benjamin                         | Téléphone                        |

## Diskografie
Alben
- 2009: 20 m²
- 2012: Sans amour, mon amour
- 2014: Au masculin